# Verbascum thomaeanum
Verbascum thomaeanum är en flenörtsväxtart som beskrevs av Philipp Wilhelm Wirtgen. Verbascum thomaeanum ingår i släktet kungsljus, och familjen flenörtsväxter. Inga underarter finns listade i Catalogue of Life.